# Sieghard Hasler
Sieghard Hasler (* 24. Februar 1938 in Spittal an der Drau) ist ein österreichischer Politiker (SPÖ) und war Abgeordneter zum Nationalrat in der XV. Gesetzgebungsperiode vom 14. April 1981 bis zum 11. Mai 1982.

## Leben
Hasler besuchte die Höhere Technische Bundeslehr- und Versuchsanstalt Villach Pflichtschulen und legte 1957 die Reifeprüfung ab. Er arbeitete anschließend von 1957 bis 1963 als Technischer Angestellter bei der Universale Hoch-Tiefbau AG. Er war als Vertragsbediensteter im Baudienst bei den Magistraten Linz und Klagenfurt tätig und trat 1963 in die Berufsfeuerwehr der Landeshauptstadt Klagenfurt ein. Im Jahr 1964 wurde er Kommandant der Berufsfeuerwehr und Mitglied des Landesfeuerwehrausschusses für Kärnten. Später betätigte er sich als ständig gerichtlich beeideter Sachverständiger für das Brandschutz- und Feuerwehrwesen des Landesgerichtssprengels Klagenfurt.
Politisch engagierte Hasler sich von 1982 bis 1991 als Mitglied des Stadtrates der Landeshauptstadt Klagenfurt. Er wurde 1980 Obmann der Gemeinnützigen Wohnungsgenossenschaft für Kärnten, 1981 Sektionsobmann der SPÖ Klagenfurt, 1979 Mitglied des Gemeinderates der Landeshauptstadt Klagenfurt und Obmann des Personalausschusses und 1973 Mitglied der Landesleitung der Gewerkschaft der Gemeindebediensteten. Zudem war er von 1966 bis 1970 Mitglied des Landesparteivorstandes der SPÖ Kärnten und von 1973 bis 1979 Obmann der Zentralpersonalvertretung der Stadt Klagenfurt.
Er war Abgeordneter zum Nationalrat in der XV. Gesetzgebungsperiode vom 14. April 1981 bis zum 11. Mai 1982.